# The Clue (film 1915)
The Clue è un film muto del 1915 diretto da James Neill e da Frank Reichert (Frank Reicher).

## Trama
Due fratelli russi, il conte Boris e Alexis Rabourdin, mettono le mani sopra il piano di difesa delle coste giapponesi e progettano di vendere a Londra i documenti a degli agenti tedeschi. Negli Stati Uniti, Alexis progetta di sposare la ricca Eve Bertram che è innamorata di lui. Boris, intanto, si innamora di Christine Lesley, una vicina di Eve, corteggiata anche da Guy, il fratello della vicina, un inventore dilettante che fa degli esperimenti con gli esplosivi.
Il valletto di Guy è, in realtà, una spia giapponese che vuole impadronirsi degli esplosivi e distruggere i documenti perduti. Boris, in partenza per Londra, regala come suo ricordo a Christine un'antica moneta russa. Per dimostrare al geloso Guy di essere indifferente alle attenzioni di Boris, Christine attacca la moneta alla catena dell'orologio del suo innamorato.
Quella notte, viene scoperto il cadavere di Alexis. Eve, per trovare l'assassino, assume un investigatore, Williams, che scopre accanto al corpo l'antica moneta russa. Guy, in effetti, ha lottato con Alexis e ora è convinto di averlo ucciso. Christine, per salvare Guy, accetta di sposare Boris in cambio del suo silenzio. Guy pensa di suicidarsi, ma - durante una lotta - Nogi provoca un'esplosione che uccide Boris. Il giapponese, gravemente ferito, confessa di essere lui l'autore dell'omicidio di Alexis. Christine distrugge i documenti sul piano della difesa costiera e Nogi può morire rasserenato per aver portato a termine la sua missione.

## Produzione
Il film fu prodotto dalla Jesse L. Lasky Feature Play Company.

## Distribuzione
Il copyright del film, richiesto dalla Jesse L. Lasky Feature Play Co., Inc., fu registrato il 2 luglio 1915 con il numero LU5705. Distribuito dalla Paramount Pictures, il film - presentato da Jesse L. Lasky - uscì nelle sale cinematografiche statunitensi l'8 luglio 1915.
Non si conoscono copie esistenti della pellicola che si ritiene presumibilmente perduta.